# Lórév
Lórév (serbisch Ловра) ist eine ungarische Gemeinde im Kreis Ráckeve im Komitat Pest. Die meisten Einwohner der Gemeinde sind serbischsprachig, womit Lórév einzigartig in Ungarn ist.

## Geografische Lage
Lórév liegt 44 Kilometer südwestlich der Hauptstadt Budapest, sechs Kilometer südwestlich der Kreisstadt Ráckeve am linken Ufer der Donau. Nachbargemeinden sind Makád und Szigetbecse. Am gegenüberliegenden Donauufer befindet sich die Stadt Adony.

## Sehenswürdigkeiten
- Pantokrátor-Mosaik
- Römisch-katholische Kirche Szent Kereszt, auch Zichy-Gedenkkapelle genannt
- Szent-Miklós-Statue
- Serbisch-orthodoxe Kirche Szent Miklós, erbaut Ende des 18. Jahrhunderts im Zopfstil, 1895 restauriert
- Szergije-Sakrak-Nínics-Reliefgedenktafel
- Weltkriegsdenkmal (I. világháborús emlékmű) in serbischer Sprache

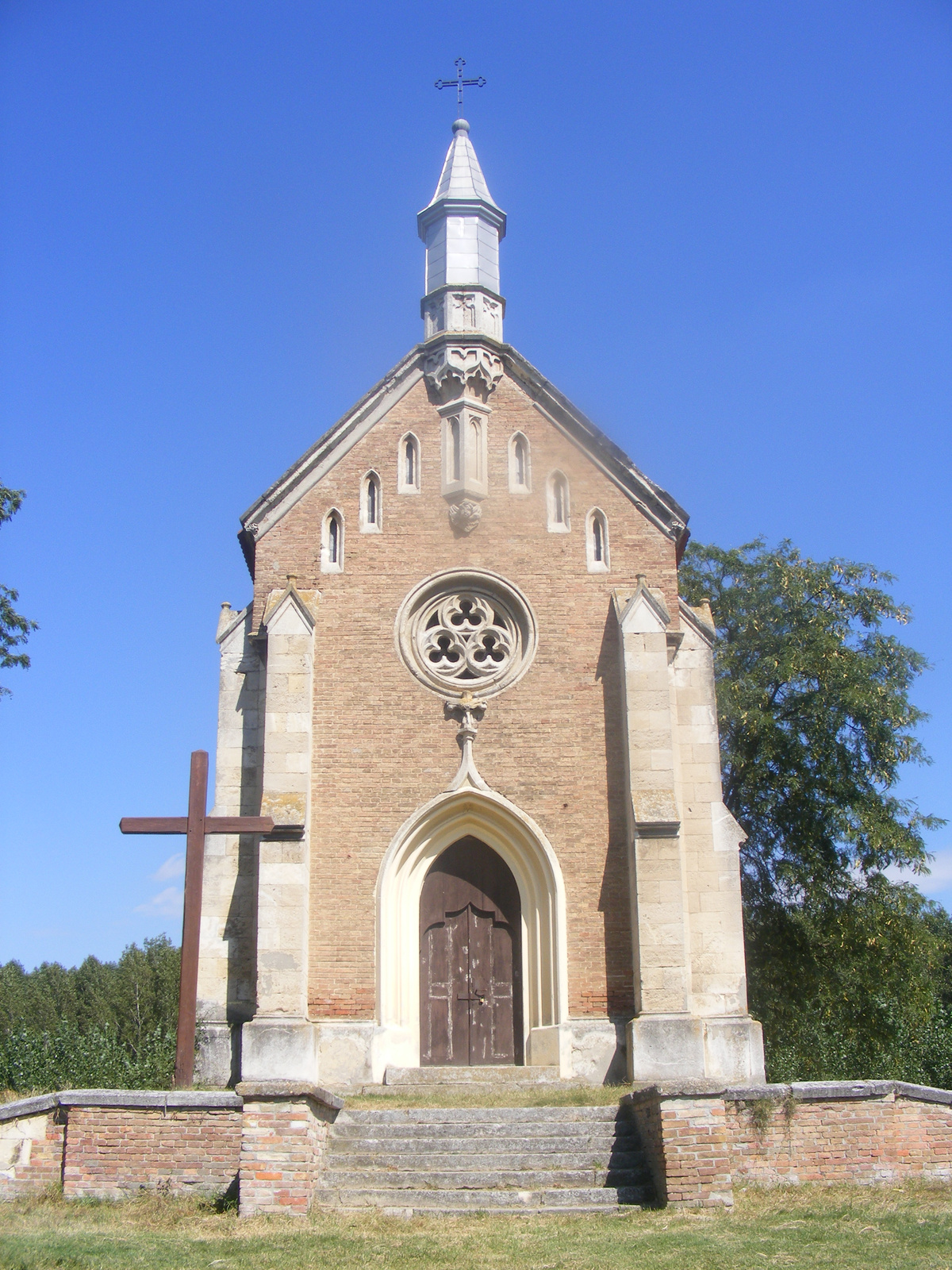
Zichy-Gedenkkapelle
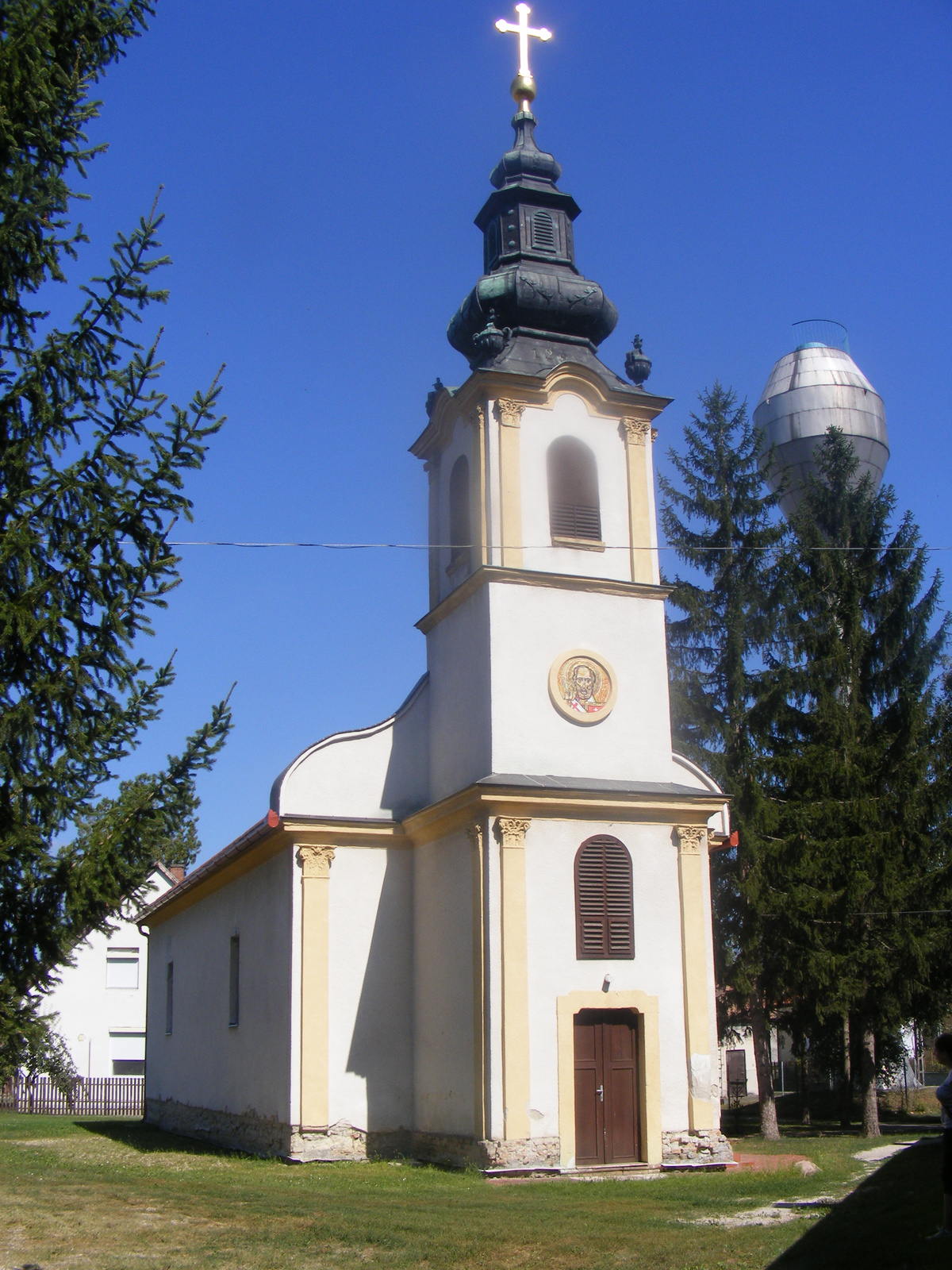
Serbisch-orthodoxe Kirche Szent Miklós
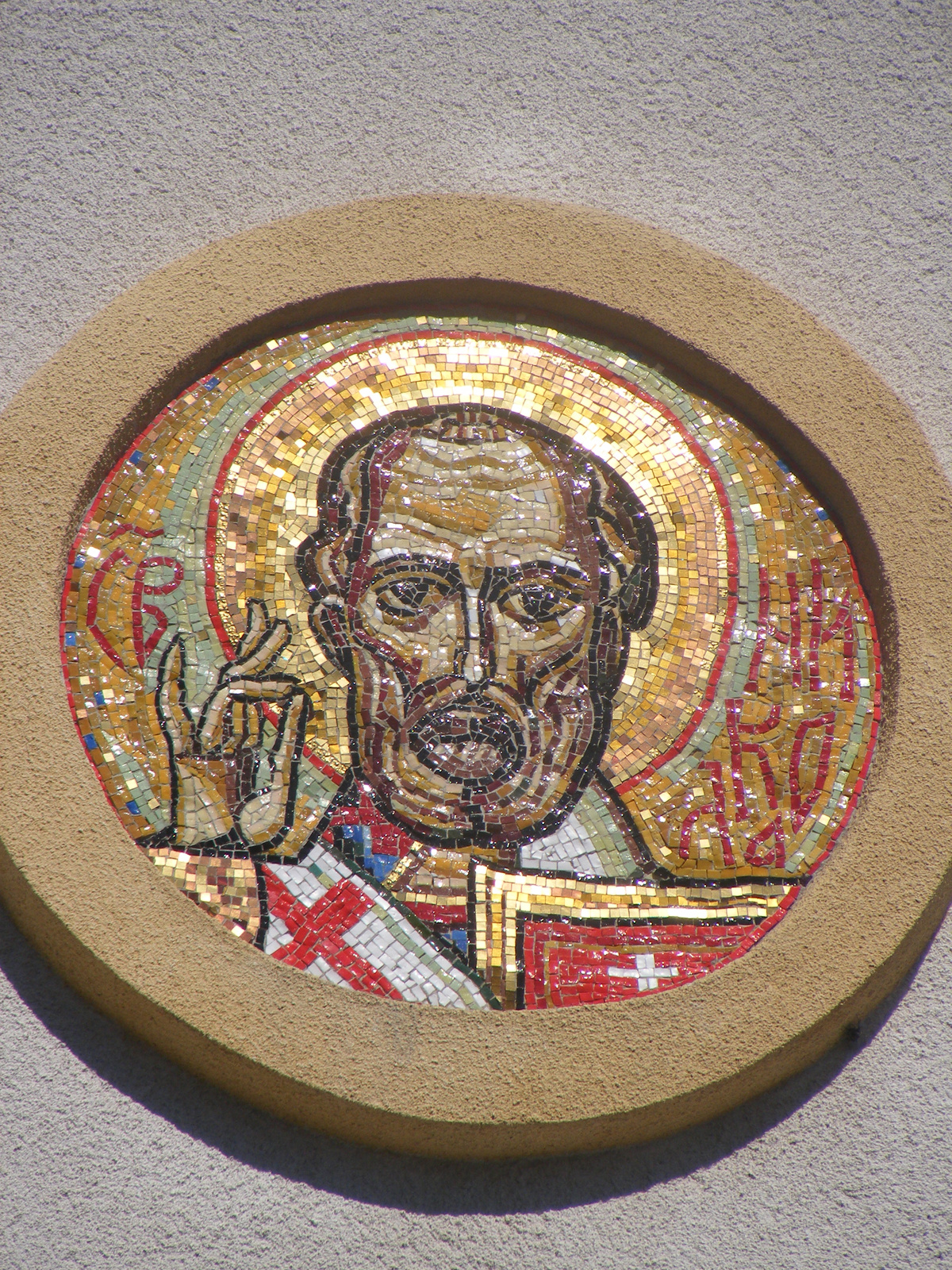
Szent-Miklós-Mosaik an der serbisch-orthodoxen Kirche
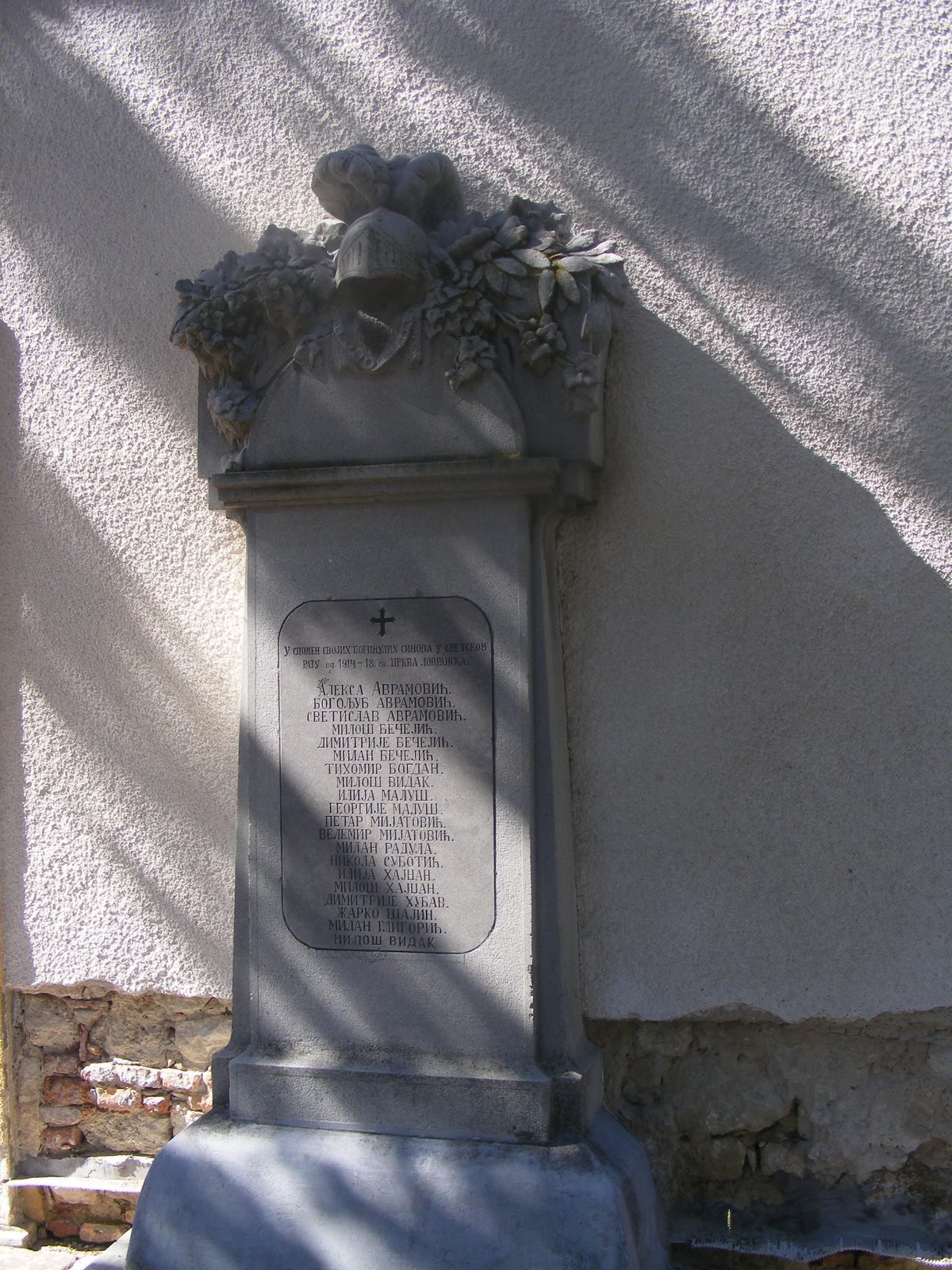
Gedenktafel des Ersten Weltkrieges (serbisch)

## Verkehr
Lórév ist nur über die Nebenstraße Nr. 51113 zu erreichen. Es bestehen Busverbindungen über Makád und Szigetbecse nach Ráckeve sowie auch direkt nach Ráckeve, wo sich der nächstgelegene Bahnhof befindet, der an die Linie Nr. 6 der Budapester Vorortbahn HÉV angebunden ist. Zudem besteht eine Fährverbindung über die Donau nach Adony.